# Labrobolcus giorgioi
Labrobolcus giorgioi è un pesce osseo estinto, appartenente ai perciformi. Visse nell'Eocene medio (circa 49 milioni di anni fa) e i suoi resti fossili sono stati ritrovati in Italia, nel famoso giacimento di Bolca.

## Descrizione
Questo piccolo pesce non superava i 5 centimetri di lunghezza, e possedeva un corpo moderatamente allungato con un peduncolo caudale corto e alto. La testa era abbastanza grande, con una bocca piccola e piccoli denti conici disposti in un'unica fila. Labrobolcus era caratterizzato da un’unica combinazione dei conteggi di vertebre e raggi delle pinne impari, dal preopercolo intero e liscio e dalla presenza di cinque raggi branchiostegi.

## Classificazione
Labrobolcus era un rappresentante dei labridi, una famiglia di pesci perciformi attualmente rappresentata da numerose forme. Labrobolcus giorgioi venne descritto per la prima volta nel 2015, sulla base di resti fossili ritrovati nella famosa Pesciara di Bolca, in provincia di Verona.  